# Partito dei Democratici Cristiani di Lituania
Il Partito dei Democratici Cristiani di Lituania (in lituano: Lietuvos Krikščionių Demokratų Partija - LKDP) è stato un partito politico lituano di orientamento cristiano-democratico fondato nel 1905; messo al bando nel 1936, si ricostituì dopo il crollo dell'Unione Sovietica, nel 1990.
Nel 2001 si fuse con l'Unione dei Democratici Cristiani per dar vita ai Democratici Cristiani di Lituania, ma la componente legata a Zigmas Zinkevičius si scisse e costituì il Partito della Democrazia Cristiana di Lituania (successivamente confluito nel Partito dei Cristiani).
Nel 2004 i Democratici Cristiani Lituani confluirono nell'Unione della Patria - Conservatori di Lituania che, nella circostanza, assunse la denominazione di Unione della Patria - Democratici Cristiani di Lituania.

## Risultati elettorali
| Elezione          | Voti    | %     | Seggi    |
| ----------------- | ------- | ----- | -------- |
| Parlamentari 1992 | 234.368 | 12,61 | 10 / 141 |
| Parlamentari 1996 | 136.259 | 10,43 | 16 / 141 |
| Parlamentari 2000 | 45.227  | 3,07  | 2 / 141  |
| 1.                |         |       |          |